# Padang Peulumat
Padang Peulumat is een bestuurslaag in het regentschap Aceh Selatan van de provincie Atjeh, Indonesië. Padang Peulumat telt 393 inwoners (volkstelling 2010).